# لطیفه عبدو
لطیفه عبدو (انگلیسی: Latifah Abdu؛ زادهٔ ۱۸ اکتبر ۲۰۰۱) بازیکن فوتبال اهل کانادا است که در حال حاضر برای باشگاه فوتبال زنان مونترال رزز در پست مهاجم بازی می‌کند. 
وی همچنین در تیم ملی فوتبال زنان کانادا بازی کرده است.

## زندگی اولیه
لطیفه عبدو از ۹ سالگی فوتبال جوانان را با تیم لاشین اس‌سی آغاز کرد. او بعداً برای لیک شور اس‌سی بازی کرد و با زدن ۱۲ گل در مسابقات قهرمانی زیر ۱۷ سال کشور در سال ۲۰۱۸، تیمش را به مدال نقره رساند.
در سال ۲۰۱۷، او با تیم کبک در بازی‌های تابستانی کانادا ۲۰۱۷ بازی کرد و مدال طلا را به دست آورد. همچنین در تیم منتخب مسابقات انتخاب شد.

## دوران دانشگاهی
در سال ۲۰۱۹، عبدو تحصیل در کالج وانیه را آغاز کرد و برای تیم فوتبال زنان این کالج بازی کرد. در اولین فصل حضورش، ۱۱ گل به ثمر رساند و ۳ گل دیگر نیز در مرحله حذفی زد که به قهرمانی تیمش در لیگ دسته دوم رزو دو اسپورت اتیودیان دو کبک کمک کرد.
در فصل دوم خود در سال ۲۰۲۱، او با تیمش قهرمان لیگ دسته اول RSEQ شد و در ۷ بازی ۱۰ گل زد. همچنین به تیمش برای قهرمانی در مسابقات ملی انجمن ورزشی کالج‌های کانادا کمک کرد و عنوان بازیکن سال CCAA را نیز به دست آورد.

## دوران باشگاهی
در سال‌های ۲۰۱۸ و ۲۰۱۹، او برای پلیکرز دو لک سنت لوئیس و سی‌اس مونتویل در لیگ نیمه حرفه‌ای لیگ برتر فوتبال کبک بازی کرد.
در سپتامبر ۲۰۲۰، او اولین قرارداد حرفه‌ای خود را با باشگاه فرانسوی آ‌اس‌ژ سوایو-شارانت در لیگ ۱ فوتبال زنان فرانسه امضا کرد. اولین بازی حرفه‌ای خود را در ۲ اکتبر ۲۰۲۰ انجام داد.
در تابستان ۲۰۲۱، او به لیگ PLSQ بازگشت و برای سی‌اس مون رویال اترمونت بازی کرد. او با کسب عنوان بهترین گلزن لیگ، کفش طلایی را به دست آورد و به عنوان سومین بازیکن برتر لیگ نیز انتخاب شد.
در ژانویه ۲۰۲۲، او به باشگاه فوتبال زنان متس در لیگ دسته دوم فوتبال زنان فرانسه پیوست.
در سپتامبر ۲۰۲۲، او به استراسبورگ ملحق شد. در ۲۱ ژانویه ۲۰۲۳، او اولین هت‌تریک خود را در پیروزی ۳-۲ مقابل باشگاه سابقش متس به ثمر رساند.
در ژوئیه ۲۰۲۳، او با قراردادی دو ساله به باشگاه فوتبال زنان دیژون در لیگ ۱ فوتبال زنان فرانسه پیوست. در ۳۰ سپتامبر، او اولین گل خود را برای این باشگاه در بازی مقابل باشگاه فوتبال زنان لیل به ثمر رساند.
در ژوئیه ۲۰۲۴، او با باشگاه فوتبال زنان آن اوان گنگامپ قرارداد امضا کرد.
در دسامبر ۲۰۲۴، او به کانادا بازگشت و با قراردادی به مونترال رزز اف‌سی در لیگ سوپر شمالی برای فصل آغازین ۲۰۲۵ پیوست.

## دوران ملی
در آوریل ۲۰۱۷، او اولین حضور خود در برنامه ملی کانادا را با شرکت در اردوی تیم زیر ۱۷ سال تجربه کرد.
در نوامبر ۲۰۲۳، او برای اولین بار به تیم ملی بزرگسالان کانادا دعوت شد تا در دو بازی دوستانه در دسامبر مقابل تیم ملی فوتبال زنان استرالیا شرکت کند. او اولین بازی ملی خود را در اولین مسابقه در ۱ دسامبر انجام داد.